# Michał z Kentu
Książę Michał z Kentu, właśc. ang. Prince Michael of Kent, Michael George Charles Franklin (ur. 4 lipca 1942 w Iver) – książę Zjednoczonego Królestwa, członek brytyjskiej rodziny królewskiej, wnuk króla Jerzego V i królowej Mary, brat Edwarda, księcia Kentu i księżniczki Aleksandry Ogilvy. Książę jest bratem stryjecznym królowej Elżbiety II. Znajduje się w linii sukcesji brytyjskiego tronu.
Michał, w przeciwieństwie do swego rodzeństwa, nie pełnił oficjalnie królewskich obowiązków w imieniu swojej kuzynki, Elżbiety II. Reprezentował ją jednak kilka razy za granicą, m.in. na pogrzebie króla Lesotho. Książę prowadzi swój prywatny biznes konsultingowy i bierze udział w produkcji filmów dokumentalnych na temat europejskich rodzin królewskich. Został nazwany Michałem na cześć Michała II Romanowa, z którym jest spokrewniony.
Obecnie Książę Michał z Kentu wraz z małżonką mieszka w Pałacu Kensington.

## Młodość
Książę Michał z Kentu urodził się 4 lipca 1942 w Iver w Buckinghamshire. Jego ojcem był książę Jerzy, diuk Kentu, 4. syn Jerzego V i królowej Marii. Matka Michała, Marina, księżna Kentu była z urodzenia księżniczką grecką i duńską (córką księcia Mikołaja i rosyjskiej wielkiej księżnej Eleny Władimirowny z rodu Romanowów). Jako wnuk monarchy w linii męskiej od urodzenia jest brytyjskim księciem z prefiksem „Jego Królewskiej Wysokości”. Książę został ochrzczony 4 sierpnia 1942. Jego rodzicami chrzestnymi byli: Franklin Delano Roosevelt (wówczas urzędujący prezydent Stanów Zjednoczonych), król Grecji Jerzy II, król Norwegii Haakon VII, królowa Holandii Wilhelmina, lady Patricia Ramsay, Wiktoria, markiza-wdowa Milford Haven, księżniczka hanowerska Fryderyka (późniejsza królowa Grecji) i książę Gloucester Henry (ojciec obecnego księcia, stryj Michała). Jego ojciec zginął 25 sierpnia 1942 w wypadku lotniczym podczas służby w Royal Air Force niedaleko Caithness w Szkocji, zaledwie trzy tygodnie po chrzcie syna.

## Wykształcenie i kariera wojskowa
Jako absolwent Sunningdale School i Eton College książę Michał wstąpił w styczniu 1961 do Królewskiej Akademii Wojskowej w Sandhurst. W 1963 został powołany do kawalerii, 11. Pułku Huzarów (11th Hussars – Prince Albert's Own). Służył w Niemczech, Hongkongu i na Cyprze, gdzie w 1971 jego szwadron był częścią sił pokojowych ONZ. W ciągu dalszej kariery wojskowej (dwudziestoletniej) służył m.in. w wywiadzie. W 1981 odszedł z wojska w stopniu majora.
W 1994 książę został honorowym wiceadmirałem Rezerwy Królewskiej Marynarki Wojennej (Royal Navy Reserve), a w 2002 honorowym Air Marshal (odpowiednik generała dywizji) bazy RAF w Benson. Jest także prezesem Royal Patriotic Fund i SSAFA Forces Help, fundacji pomagającej byłym i obecnym członkom armii brytyjskiej i ich rodzinom, a także kilku innych stowarzyszeń. Książę Michał jest również honorowym dowódcą pułku (Colonel-in-Chief) The Essex and Kent Scottish Regiment w Kanadzie.